# Burg Pilten
Die Ruinen der Burg Pilten (lettisch Piltenes viduslaiku pils) befinden sich bei Piltene am Fluss Venta (Windau), Lettland. Die Burg war Bischofsburg des Bistums Kurland, später Residenz von König Magnus. Deshalb war die Burg auf Lettisch auch als dänisches Schloss bekannt. Bis heute sind Fundamente der Burg sowie Teile des Großen Runden Turms und des sogenannten Schmachturms erhalten.

## Geschichte
Im Rahmen des baltischen Kreuzzuges wurde die Region 1230 im ersten Kurenvertrag dem Schwertbrüderorden zugesprochen. Zwischen 1242 und 1247 wurde die Region vom Deutschen Orden, in dem der Schwertbrüderorden nach der Niederlage von Schaulen aufgegangen war, erneut unterworfen. Mit der Niederlage in der Schlacht an der Durbe 1260 erfuhren diese Bemühungen nochmal einen herben Rückschlag, bevor der Ordensmeister Otto von Lutterberg 1267 mit den Kuren den „ewigen Frieden“ schloss, der schließlich die Region befriedete.

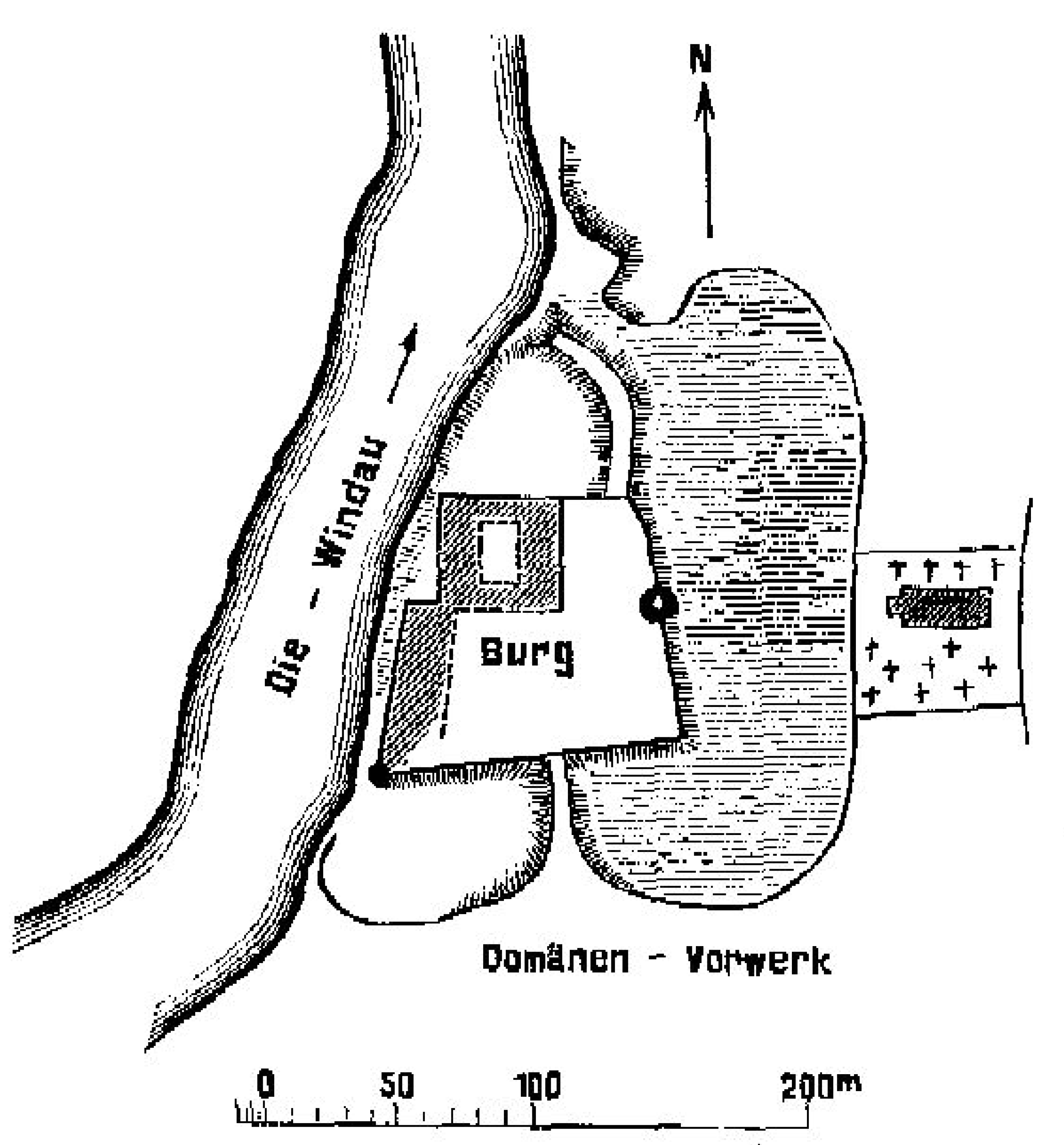
Burg Pilten – Lageplan mit Kirche

Bei der Teilung von Kurland erhielten der Orden das Gebiet am linken Ufer der Windau und das Bistum Kurland das Gebiet am rechten Ufer mit Pilten. Bischof Edmund von Werd (1263 bis 1299) residierte in Memel, während ihm im nördlichen Kurland zunächst Amboten als Residenz diente. Burg Amboten wurde während einer vorübergehenden Abwesenheit des Bischofs 1290 dem Orden zur Landesverteidigung überlassen.
Burg Pilten wurde vermutlich erst nach dieser Zeit erbaut. Möglicherweise ist Burg Pilten als neuer Sitz des Bischofs, der Bischofskanzlei und des Stiftsvogts unter Edmunds Nachfolger, Bischof Burchard (1300 bis 1311), erbaut worden. Als Standort wurde eine flache Anhöhe direkt an einer Flussschleife der Windau ausgewählt, die einerseits durch das sumpfige Umland gut zu verteidigen war und andererseits dem Bischof die Kontrolle des damals noch schiffbaren Fluss ermöglichte.
Die Burg selbst ist erstmals 1309 urkundlich belegt, als der Bischof von Kurland gezwungen wurde, sein Land und seine Festungen für den Rest seines Lebens zu verlassen und das Land zu verlassen.
Während des Livländischen Kriegs verkaufte der letzte Bischof von Kurland, Johann von Münchhausen, Pilten und das ganze Stift 1559 an den König von Dänemark, der es seinem Bruder, Herzog Magnus von Holstein, übergab, der von Zar Iwan dem Schrecklichen zum König von Livland ernannt wurde. Nach dem Fall des Livländischen Ordens während des Krieges wurde im November 1561 mit der Union von Wilna ein Vertrag zwischen dem König von Polen-Litauen und dem letzten Landmeister des Ordens Gotthard Kettler geschlossen, der die Eingliederung eines Teils des früheren Ordensgebietes als Herzogtum Kurland und Semgallen, sowie Gotthard Kettler als dessen Herzog festlegte. Bereits damals sollte das Stift Pilten zum neu gegründeten Herzogtum gelangen. Die Stiftsstände wollten sich jedoch weder Polen noch dem von diesem abhängigen Herzogtum Kurland unterwerfen, sondern baten König Friedrich II. von Dänemark, das Stift in seinen Schutz zu nehmen. Der große Turm der Burg wurde gesprengt, damit er den Polen bei einer Belagerung nicht als Ziel dienen konnte.
Nach dem Tod von Magnus am 18. März 1583 ernannte der dänische König Johann von Behr zum Verwalter des Bistums. Das benachbarte Polen-Litauen wollte das nicht hinnehmen und erhob seinerseits Anspruch auf diese Ländereien. Dies löste den Piltener Erbfolgekrieg aus, in dessen Verlauf die Burgen Amboten und Neuhausen von Polen besetzt wurden, während Pilten in den Händen des Stifts blieb. Der Krieg endete bereits am 20. Dezember 1583 mit einem Waffenstillstand. Polen-Litauen sollte die Ländereien des Bistums erhalten, jedoch im Gegenzug 30.000 Taler an Dänemark zahlen. Da Polen nicht über die geforderte Summe verfügte, zahlte Georg Friedrich von Brandenburg-Ansbach, der Regent des Herzogtums Preußen, das Geld an Dänemark und wurde dafür Pfandbesitzer des Stiftes mit allen Rechten der Landeshoheit.

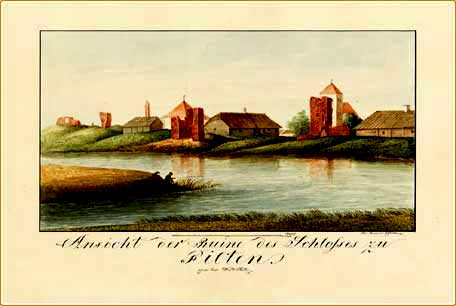
Ruinen von Burg Pilten, Zeichnung von Paulucci um 1827

Nach Georg Friedrichs Tode 1603 folgte ein Erbstreit zwischen seiner Witwe Herzogin Sophie und Kurfürst Johann Sigismund von Brandenburg, den schließlich erstere für sich entscheiden konnte. 1621 trat die Herzogin ihr Pfand- und Lebtagsrecht mit königlicher Genehmigung an den Kammerherrn Hermann Maydel ab, dem 1633 sein Sohn Otto Ernst Maydel folgte. Für 1621 wird erwähnt, dass die Burg Pilten teilweise eingestürzt war.
1656 wurde das Stift im Zweiten Nordischen Krieg von den Schweden besetzt, die es dem Herzog Jakob von Kurland gegen Zahlung von 150.000 Gulden auf 10 Jahre als Pfandbesitz überließen. Im Frieden von Oliva wurde das Stift offiziell dem Herzog zugesprochen. Die endgültige Klärung der politischen Verhältnisse brachte allerdings erst der Vergleich vom 23. September 1685, der die Einzelheiten der Personalunion zwischen dem Stift und dem Herzogtum regelte.
Während der Herzog die Landeshoheit erhielt, verblieb der Landbesitz selbst in der Familie Maydel, da der Herzog nur 10.000 der 30.000 Taler Pfandgeld zurückzahlen konnte. Mit Aussterben der Maydels 1711 folgte ihnen die Familie Osten-Sacken, die 1811 mit der erbenlosen Christiane von der Osten-Sacken selbst ausstarb; der Besitz fiel an die russische Krone und verblieb dort bis 1918.
Der Verfall der Burg begann vermutlich bereits im 18. Jahrhundert, in dessen Zuge sie auch als Steinbruch benutzt wurde. Der Schriftsteller Ulrich von Schlippenbach beschrieb die Burg 1809 als unbewohnt, nur der eckige Wehrturm neben dem Eingangstor war noch in seiner ursprünglichen Höhe erhalten. Laut seiner Beschreibung stürzte der Schmachturm durch ein Hochwasser der Windau teilweise in den Fluss.
Im Laufe der Jahre wurden die Wirtschaftsgebäude aus der ehemaligen Burg in deren Süden verlagert. In der Vorburg befand sich ein Knechtehaus mit Stall und Scheune.
Heute sind mit der Ausnahme weniger Ruinen keine Gebäude mehr auf dem Burggelände vorhanden. Südlich an die Vorburg grenzen heute eine Bühne mit Tribüne, die für Veranstaltungen genutzt werden.

## Beschreibung

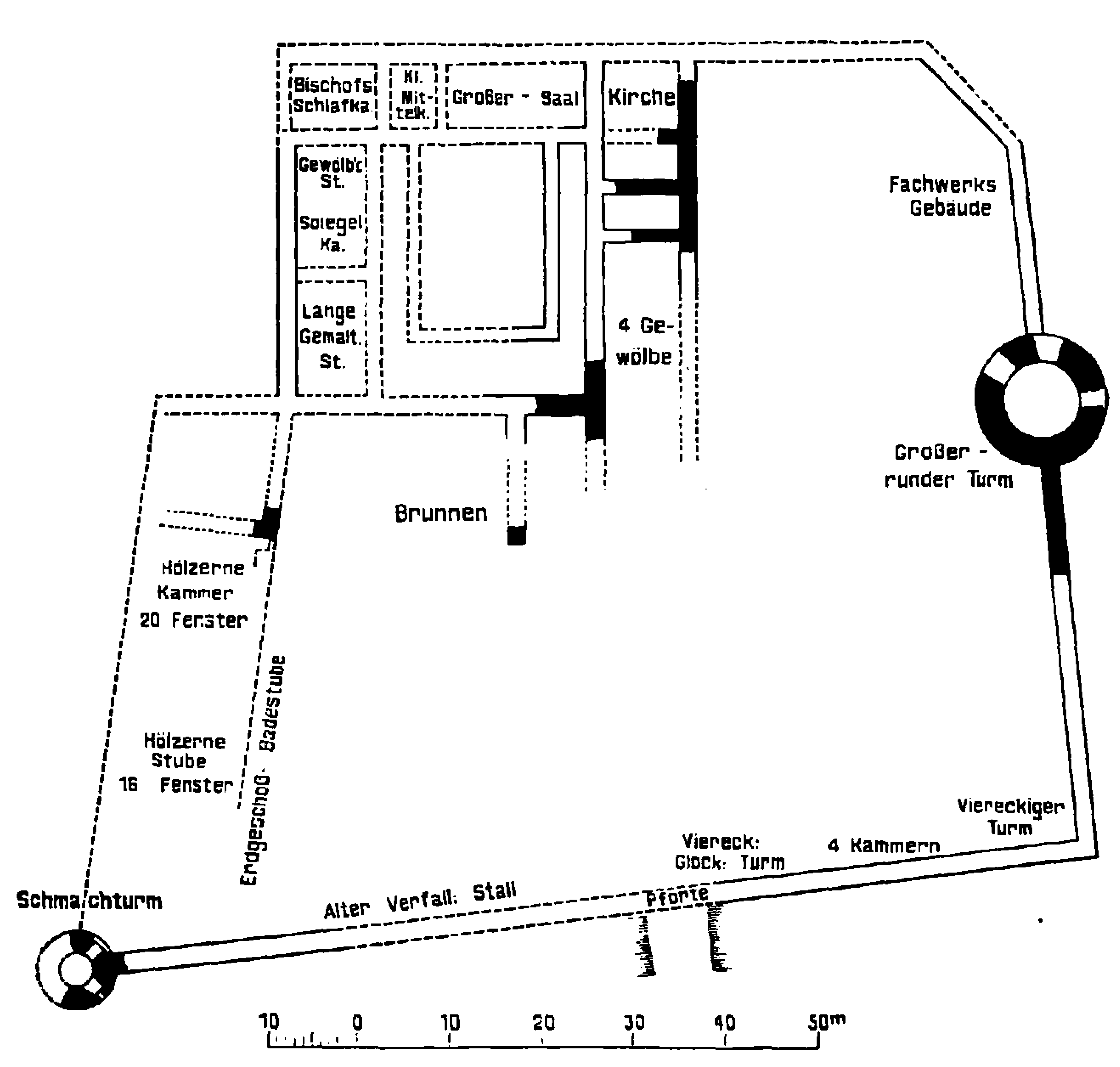
Grundriss von Burg Pilten. In "schwarz" noch vorhandene, in "weiß" nicht mehr sichtbare Mauerreste.

Burg Pilten wurde auf einer flachen Bodenerhebung inmitten sumpfigen Geländes am rechten Ufer der Windau errichtet. Durch die Veränderung des Flusslaufs der Windau liegt die Höhenburg heute ca. 2 km vom Fluss entfernt am nunmehr grundwasserführenden, ehemaligen Flussarm. Im Osten und Süden war die Burg von einem 3 m tiefen und 5 – 30 m breiten Graben umgeben, der ursprünglich die ganze Burganlage umzog und mit der Windau in Verbindung stand. Noch heute befinden sich hier zwei kleine Teiche und ein versumpfter Graben. Nördlich der Burg bildeten die Windau und der Burggraben bis zu seiner Einmündung eine dreieckige, durch einen Wall geschützte Landzunge, die einer Bastion ähnelte.
Im Osten und Süden schloss sich an die Hauptburg eine große Vorburg an, die an der südwestlichen Ecke der Hauptburg etwa um 13 m vorsprang. Sie wurde etwa zur selben Zeit wie das Konventshaus errichtet, jedoch im Laufe der Jahrzehnte stark verändert. Der Burgzugang erfolgte von Süden über zwei Zugbrücken – jede davon mit zwei eisernen Ketten ausgestattet – und durch zwei mit Eisen beschlagene, alte Pforten; an der äußeren Pforte stand links ein Pförtnerhaus.
Rechts neben der inneren Pforte befand sich zu deren Schutz ein viereckiger Wehrturm mit drei übereinander liegenden Gemächern, in dessen oberstem Geschoss zwei Glocken hingen; dieser Turm war bis Anfang des 19. Jahrhunderts noch in Teilen erhalten. Ein vermutlich baugleicher Turm stand in der Südostecke der Vorburg. Beide Türme lagen innerhalb der Mauerlinie und stammen vermutlich aus dem 14. Jahrhundert. Dazwischen stand ein einfaches Ständerwerk-Gebäude mit vier Räumen für das Burgpersonal. Links des Burgtores befanden sich gem. einer Inventarliste aus 1585 die Überreste eines verfallenen Stalles.
Flankierend in der östlichen Ringmauer der Vorburg – zur Landseite gerichtet – wurde vermutlich um 1500 ein großer runder Kanonenturm (wahrscheinlich ohne Dach) mit einem Durchmesser von etwa 14 m errichtet. Der untere Bereich der ca. 3 m dicken Mauern ist heute noch erhalten und weist Spuren gewaltsamer Zerstörung auf. Bernhard Schmid vermutet eine Sprengung im Jahre 1583, also während des Piltener Erbfolgekrieges.
In der Südwestecke der Mauer stand der wahrscheinlich aus dem 15. Jahrhundert stammende sog. „Schmachturm“, ein runder, flankierender Turm mit einem Durchmesser von etwa 8,6 m. Seine östliche Hälfte (die westliche ist bei einem Hochwasser in die Windau gestürzt) ist heute noch bis in etwa 11 m Höhe erhalten, was ihn zur größten noch vorhandenen Ruine auf dem Gelände macht. An der Ostseite des Turms sind noch Abdrücke der 4 m hohen Ringmauer mit Spuren des Wehrgangs erkennbar. Der Turm wurde im unteren Bereich bis etwa 4,6 m Höhe mit Feldsteinen und danach mit Ziegeln gemauert.
An der Westmauer war zwischen dem Schmachturm und der Hauptburg ein zweistöckiges, hölzernes Gebäude angebaut, das im Erdgeschoss eine langgezogene Badestube enthielt. Darüber befanden sich zwei Räume, wovon der erste, die sog. "Hölzerne Kammer", mit 20 vierteiligen Fenstern zum Fluss, einem Schornstein (gemeint ist hier vermutlich ein Kamin) und Bänken an beiden Seiten ausgestattet war. Der zweite Raum, „Hölzerne Stube“ genannt, hatte 16 Fenster zum Vorburghof (verziert mit allerlei Wappen) und einen großen Kachelofen. Einer der beiden Räume wird vermutlich als Bankettsaal Verwendung gefunden haben.
Der älteste Gebäudeteil war die vierflügelige Hauptburg mit 45 × 40 m aus dem beginnenden 14. Jahrhundert, dessen Grundriss sich noch archäologisch feststellen lässt. Sie war ähnlich einem Konventshaus aufgebaut, hatte drei Stockwerke und bildete einen Innenhof mit einem massiven, umlaufenden Laubengang. Die Haupträume der Burg lagen im Nord- und im Westflügel und waren repräsentativ ausgestattet, während der Südflügel nicht ausgebaut war. So wird in einem Bericht von 1547 ein Steinbruch des Bischofs auf der Insel Ösel erwähnt, der für die bauplastische Ausstattung der Burg hochwertige Werksteine lieferte. Am östlichen Ende des Südflügels befanden sich zwei beschlagene und mit eisernen Riegeln absperrbare Tore, die den Zugang aus der Vorburg absicherten. Die Räume und deren Nutzung waren laut einer Inventarliste aus dem Jahre 1585 wie folgt aufgeteilt:
Erdgeschoss

Im Südflügel lagen links des Tores ein Raum mit Gewölbe – Halle genannt –, daneben ein kleiner gewölbter Keller sowie ein großes Gewölbe mit fünf weiteren Kellerräumen. Im Westflügel befand sich die Küche mit Speisekammern und einem gewölbten Keller, im Nordflügel eine Brauerei und Bäckerei. Im nördlichen Ostflügel waren drei Räume zur Lagerung von Getreide und anderen Vorräten vorgesehen, während im südlichen Teil – angrenzend an das Tor – eine Kämmerei eingerichtet war.
1. Obergeschoss

Im Ostflügel werden vier Gewölbekammern beschrieben, an deren nördlichem Ende eine Kapelle mit Chor und Sakristei eingerichtet war. Auf dem Altar war eine mit den Heiligen Drei Königen bemalte Tafel angebracht, daneben ein Predigtstuhl. An der Decke hingen drei Messingleuchter, sogar eine Orgel war vorhanden. Beide Seiten der Kapelle waren bestuhlt. Zwischen der Kirche und dem Chor hing ein großes Kruzifix samt dreier Figuren. In der Kapelle waren zwei und im Chor drei Fenster eingebaut, von denen insgesamt zwei beglast waren.
Links der Kirche im Nordflügel lag ein großer Saal mit vier großen, neunteiligen Fenstern, die mit allerlei Wappen geschmückt waren. Es werden außerdem ein großer Ofen, eine kleine Schenkbank, sowie drei lange Tische mit Sitzbänken auf beiden Seiten genannt, was auf eine Nutzung als Remter schließen lässt. Links neben dem Saal befand sich eine kleine gewölbte Mittelkammer.
Am Nordende des Westflügels lag die zweigeteilte Schlafkammer des Bischofs, südlich angrenzend ein Gewölbezimmer mit Ofen, Tisch und Bänken, sowie zwei Fenstern in Richtung Windau und eines zum Burghof. Es folgt die „Spiegelkammer“, ein kleiner Raum mit sechs Fenstern, sowie einem Tisch und Bänken ringsum. Daneben befand sich ein langer Saal mit Gemäldeportraits ehemaliger Bischöfe, der an zwei Seiten mit Bänken, einem Kachelofen und fünf Fenstern (zwei Richtung Windau und zum Innenhof) ausgestattet war.
2. Obergeschoss

In der nördlichen Ecke des Westflügels wird eine wüste Kammer genannt, ebenso wie eine Rauchkammer und zwei weitere gewölbte Räume mit zwei Pfeilern. Daneben befand sich eine hölzerne Kammer (über dem großen Saal), die als Kornboden Verwendung fand und durch eine Wendeltreppe mit dem 1. Stock verbunden war. Über der Spiegelkammer und Gemälde-Saal waren Gemächer in gleicher Größe untergebracht. Da sich die Dächer um 1585 in einem schlechten Zustand befanden, ist die Beschreibung dieses Geschosses sehr dürftig.

## Galerie

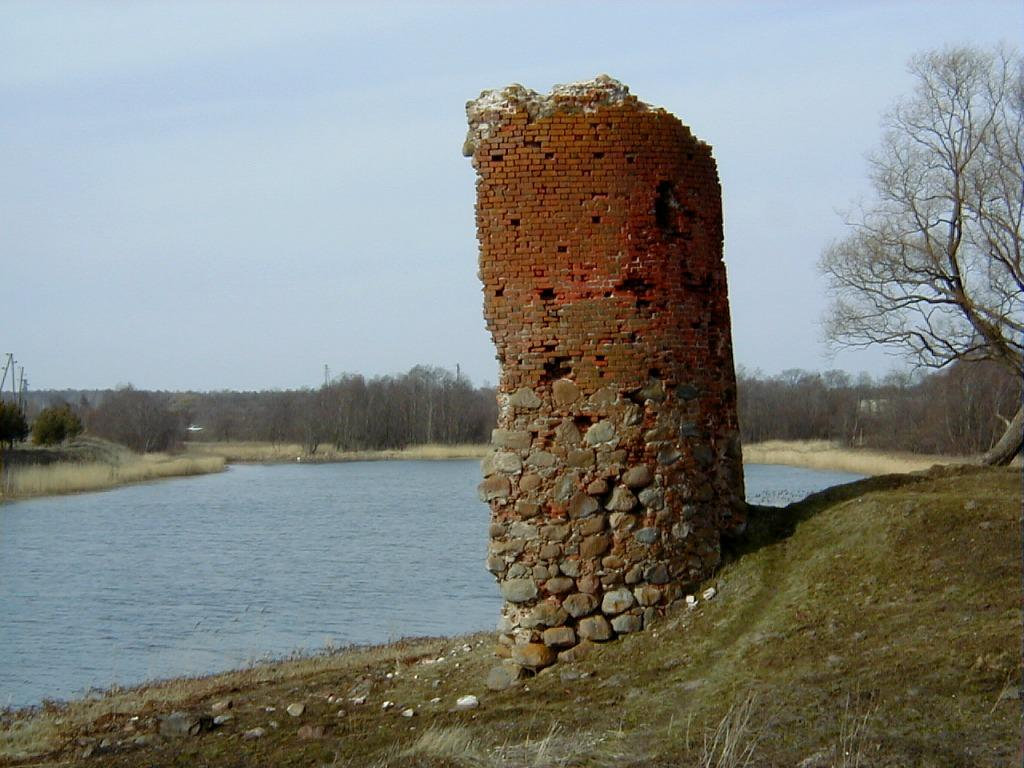
Überreste des Schmachturms (2000)
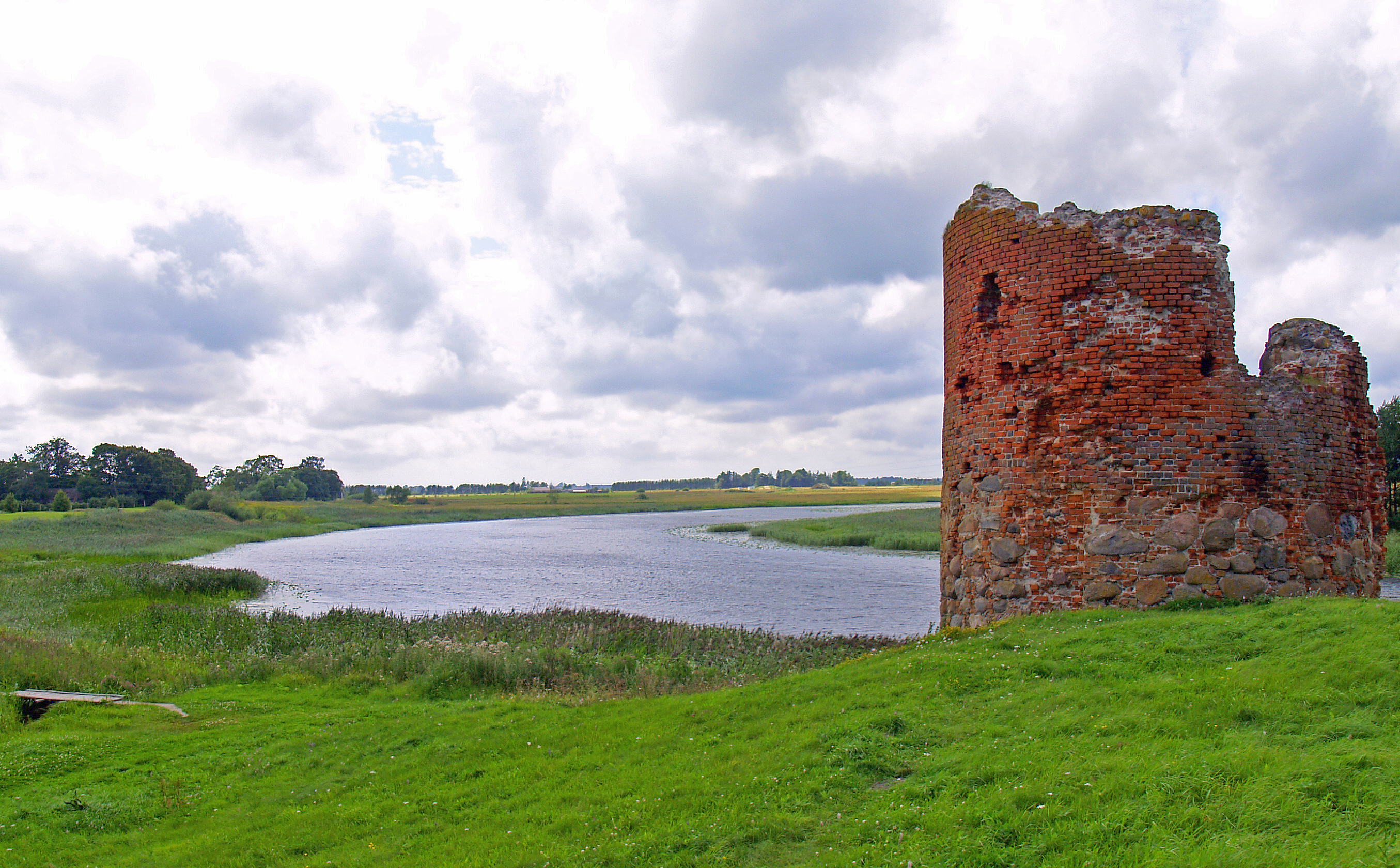
Schmachturm mit dem alten Flussarm der Venta (2007)
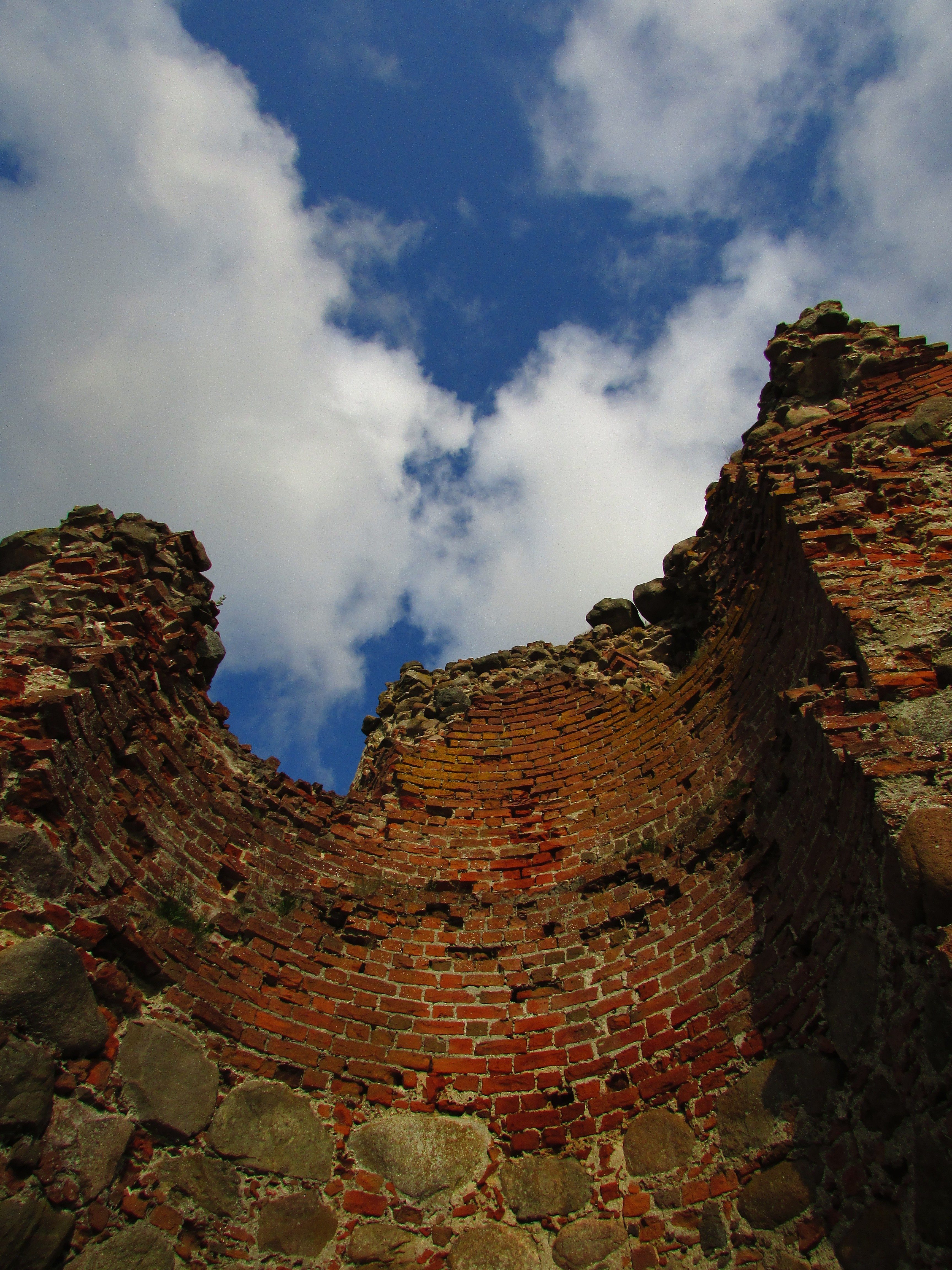
Schmachturm von innen (2018)
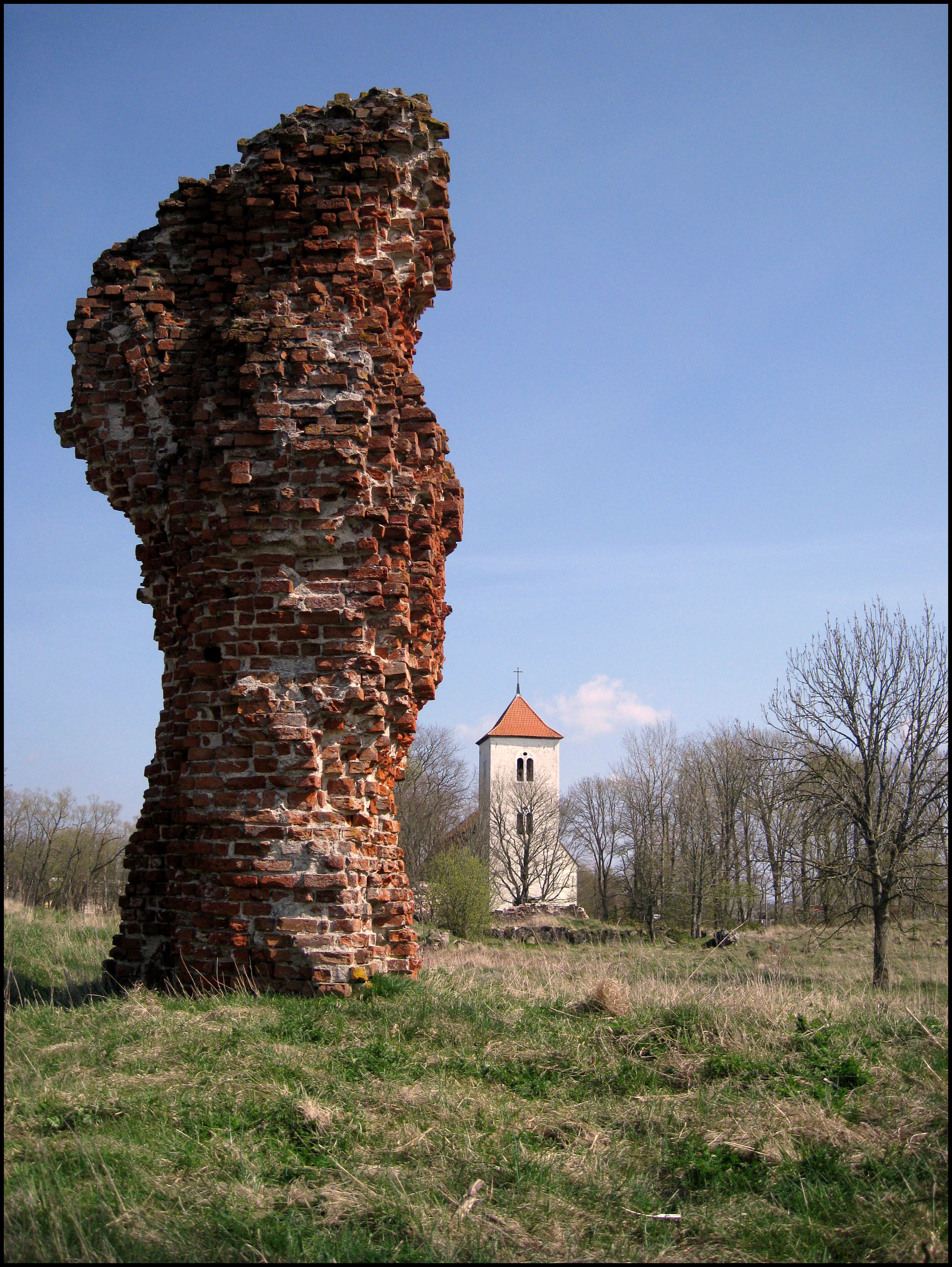
Mauerreste der Vorburg (2008)
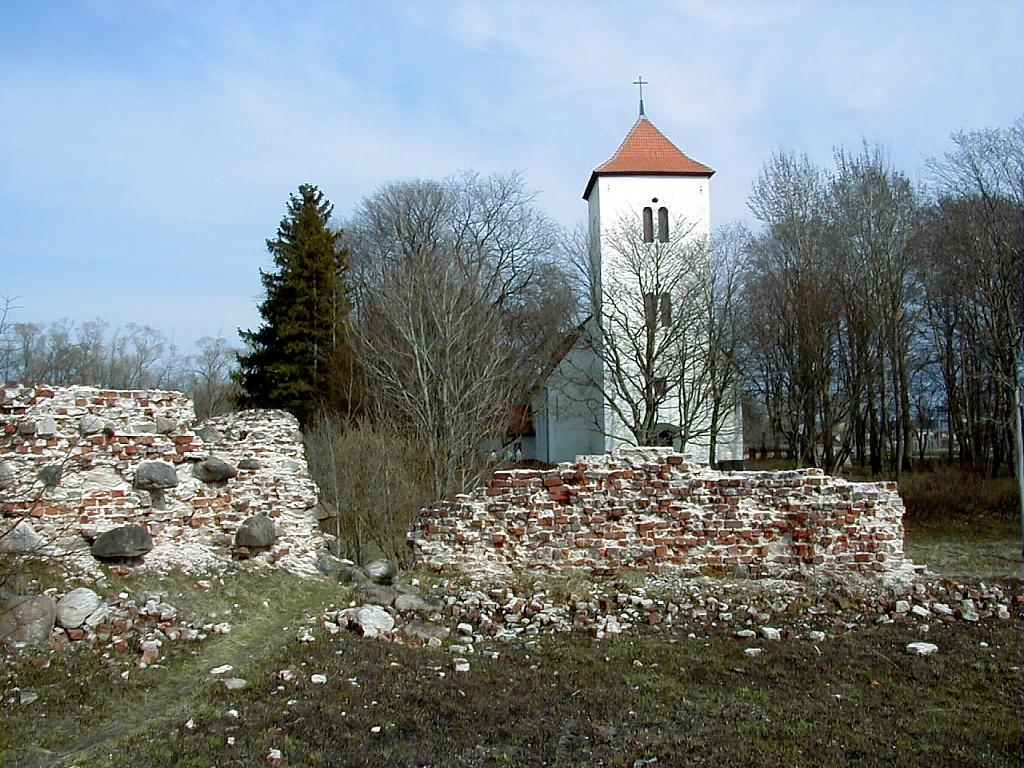
Mauerreste des großen Rundturms vor der Kirche von Pilten (2011)